# Jürg Wenger
Jürg Wenger ist ein ehemaliger Schweizer Skeletonfahrer.
Wenger vom BSC Säuliamt startete zwischen 1991 und 2003 in internationalen Wettbewerben. Bei den Skeleton-Weltmeisterschaften 1991 in Igls wurde er 13. Im Januar 1993 kam er in einem Weltcuprennen in Oberhof als Sechster erstmals unter die besten zehn. 1994 wurde er bei den Weltmeisterschaften Siebter, ein Jahr später erreichte er als Dritter in Altenberg sein bestes Ergebnis in einem Weltcup-Rennen. Im selben Jahr feierte er auch seinen grössten Erfolg, als er in Lillehammer vor dem Österreicher Christian Auer und dem Kanadier Ryan Davenport Weltmeister wurde. Seine besten Platzierungen im Gesamtweltcup waren sechste Plätze in den Saisons 1992/93 und 1994/95. 2000 und 2002 war er Dritter der Schweizer Meisterschaften.